# 자기복잡성
자기복잡성 혹은 자기복합성(Self-complexity)은 한 개인이 서로 뚜렷하게 구별되는 인지구조(cognitive structures)나 자기상(self-aspects)의 숫자에 기반하여 스스로를 인식하는 것을 말한다. 자기상은 맥락의존적 사회적 역할(context-dependent social roles), 관계, 활동, 상위특성(superordinate traits), 개인 목표 등으로 구성되며, 이는 더 크고 연관된 자아개념(self-concept)을 형성한다. 자기복잡성 이론에 따르면, 다른 것들과 구별되는 특유의 속성들로 구성된 자아상이 많은 개인은 자아상이 적은 사람보다 자기복잡성이 더 크다. 자기복잡성은 "얼마나 많은 자아개념들로 가득한가?"라는 질문과도 같은 것이다.

## 자기복잡성 모델
자기복잡성이라는 용어는 심리학자 파트리샤 린빌(Patricia Linville)이 1985년과 1987년 저서에서 처음 고안하였으며, 개념에 대한 자기복잡성 모델도 개발하였다. 린빌의 모델은 자아상이 연관된 경험 속에서 활성화되며, 이러한 경험들이개개의 자아상들이 어떻게 평가되는지에 영향을 주는 것이다. 한 개인이 긍정적이라고 생각하는 사건을 경험한다면, 그경험을 통해 활성화된 자아상은 긍정적인 느낌과 연관될 것이다. 반대로 자아상들이 불쾌한 경험들로 활성화될 때, 자아상은 부정적인 생각과 느낌과 연결될 것이다. 게다가 서로 유사한 자아상들이 더 많을 수록 하나의 자아상에 연관된 생각과 금정들이 과잉될 가능성도 더 높아, 생각과 감정들이 다른 자아상과 연결되도록 하거나 여러 자아상들을 중첩시키게된다. 결국 자기복잡성 모델이 시사하는 것은, 뚜렷한 자아상들을 다양하게 가진 자기복잡성이 높은 사람은 희미한 자아상을 가진 자기복잡성이 낮은 사람에 비해, 일상 생활에서 발생하는 사건들에 반응하는 정동(affect)과 자기평가(self-appraisal)의 변동폭이 작을 것이라는 걸 시사한다. 이는 높은 자기복잡성을 가진 사람들이 긍정적 혹은 부정적인 명료한감정적 사건들로부터 받는 영향이 자아상에서 작을 뿐만 아니라, 일상 사건들을 잘 구획(compartmentalize)할 줄 알기 때문이다. 중요한 건, 어떤 형태로든 자기관련 피드백(self-relevant feedback)을 받은 이후, 높은 자기복잡성을 가진 사람들은 자아개념을 대변하는 것이 적어져서, 극단적인 정동반응(affective responses)을 덜 보이게 될 것이다.

## 접근

### 발달적 관점
자기복잡성의 성격에 관하여서 다양한 평가들이 존재한다. 발달론적 관점에서 보면 자기복잡성은 발달과정에서 주요 특성 중 하나이며 나이가 들면서 증가하는 것으로 생각된다. 어린 아이들은 상대적으로 자아상이 적고 구분이 명확하지 않다. 즉 자기복잡성이 낮다. 이때문에 자아개념도 단순하다. 그러나 아이의 신체적 사회적 인지적 자아가 성장하면서 뚜렷한 자아상을 다양하게 개발하는데 필요한 인지 능력을 획득해야 한다. 즉 자기복잡성을 늘려나가야 한다. 때문에 자아개념이 질적으로도 발달하게 되고 양적으로도 다면화된다. 따라서 발달론자(developmentalist) 관점에서 바라보면, 고학년 아동들이 저학년 아동들에 비하여 자아상의 수는 다양할지라도 자아상 사이의 연관성은 적어진다. 고로 발달론적 관점에서는, 자기복잡성 발달에 대한 이해를 높이는 잠재력을 가지고 있는 요소들로서 정체성 상태, 인지 발달 수준(cognitive development level), 자아 발달(ego development) 등의 발달 지수(indices of development)를 점검해야 한다고 강조한다.

### 임상적 성격적 관점
발달적 관점과 달리, 임상적 성격적 관점에서는 성인기로 이어지는 자기복잡성의 보호적 요소들에 초점을 맞춘다. 특히관점은 높은 자기복잡성을 가진 개인들은 우울이나 경계선성격장애(borderline personality disprder)와 같은 정신병리적 증상에 노출될 위험이 적은데, 이는 이들이 부적정동(negative affect)에 영향 받은 자아상을 이런 정동에 영향받지않은 자아상에 집중함으로써 보상하고 이를 통해 전체적인 자기가치(self-worth)를 지키는 능력이 있기 때문이다. 청소년사이의 임상 집단과 정상 집단을 비교하면, 정신병동 입원환자의 자아개념 영역은 상당히 관련있다고 밝혀졌는데, 이는낮은 자기복잡성을 시사한다. 게다가 정신병리상에서의 요소로서 임상적 관점과 성격적 관점은 낮은 정신병적 요소로서낮은 자기복잡성을 고려할 뿐만 아니라 정신병 환자는 정상적인 자기복잡성 발달이 지체되어 있을 것이라고 본다.

## 높은 자기복잡성과 낮은 자기복잡성
임상적 성격적 관점에서, 자기복잡성의 변화는 개인의 신체 건강과 정신 건강을 해하거나 이를 막아준다. 특히 자기복잡성의 개인차는 정서적 안정성과 스트레스에 대한 반응성을 예견할 수 있어 우울, 신체질병, 자존감을 완화할 수 있다.

### 높은 자기복잡성의 이점
린빌은 높은 자기복잡성을 가진 개인이 인지 완충으로서 정동에 영향받지 않은 자아상을 사용하여, 스트레스 유발 요인과 관련된 부적 정동 혹은 자기평가 그리고 건강 중요성으로부터 보호한다. 예를 들어, 성공적인 변호사이자 엄마이자 아내이자 친구라고 생각하는 여성은 자아상이 성공적인 변호사이자 아내로 제한된 여성에 비하여, 이혼 후에 느끼는 부정적인 정동과 자기평가를 덜 경험하는데, 전자는 자신이 의지할 자아상이 다양하기 때문이다. 게다가 아내로서의 자아상이 변호사로서의 자아상과 관련되어 있다면(남편도 변호사라면), 그녀의 정동성(affectivity)은 과잉과정으로 인하여 더욱 심각하게 충격을 받을 것이며, 부적절함과 스트레스에 대한 느낌을 고조시킨다. 이런 방식에서 높은 자기복잡성은 자아상의 특정 영역에 대한 위협을 완충시키지만, 낮은 자기복잡성은 스트레스관련 장애나 우울에 걸리기 쉬운 체질(diathesis)로 평가된다. 자아상의 대부분은 스트레스로 가득한 일상의 사건들에 의하여 부적 정동을 받게 된다.

### 낮은 자기복잡성의 이점
위의 결론을 대신하여, 다른 심리학 전문가들은 선택된 시나리오 내에서는 개인의 행복을 이롭게 하는 낮은 자기복잡성에 대해 고려하기도 한다. 높은 자기복잡성은 부정적인 사건에 대한 정동적 반응(affective reactivity)을 제한할 수 있다는 것은 사실이지만, 이런 정서 제한은 긍정적 사건들에 대한 반응에서도 관찰된다. 따라서 낮은 자기복잡성을 가진 사람은 높은 자기복잡성을 가진 사람에 비해 긍정적인 일상 사건을 겪으면 정적정동(positive affect)을 그만큼 더 크게 경험하고, 행복과 자존감을 향상시키며, 스트레스성 우울증 혹은 신체 질병을 막는다. 이러한 효과는 특히 낮은 자기복잡성을가진 사람이 사회 지지 네트워크가 넓고 바람직한 성격 특질(personality characteristics)을 갖고 있다고 믿으면 더욱 그런 가능성이 높아진다.
더욱이, 높은 자기복잡성이 각각 다양한 자아상들로 하여금 좋지 못한 경험을 통해 하나 이상의 자아상이 가져온 타격을분산시킨다는 장점이 있다 해도, 서로 관련 없는 여러 자아상들을 가지고 있다는 것은 한 개인의 자아개념이 분열(fragmentation)된 것이라고 볼 수 있다. 이러한 태도에서 보면, 높은 자기복잡성을 가진 개인은 역할갈등(role conflict)이나 심지어 정체성 경쟁(identity competition)을 겪게 될 것이다. 예를 들어, 결단력 있는 커리어우먼과 따뜻하게 아이들을 보살피는 엄마라는 역할을 동시에 수행하는 경우가 그렇다. 역할갈등이나 정체성 경쟁 모두 우울, 신경증, 낮은 자존감을 불러오고, 이러한 나날의 투쟁의 결과로서 만성적으로 지속되는 낮은 수준의 스트레스로 발전하게 된다. 이러한 논쟁에 비추었을 때, 높은 자기복잡성은 여러 자아상들이 구별되어 있으면서도 동시에 서로 통합되어 있는 수준에서 이롭다.

## 자기복잡성 모델의 전망
린빌의 자기복잡성 모델은 1985년 개념 도입과 함께 연구 사회에서 확산되었다. 인격 복잡성(personality complexity)과 행복과의 연관을 설명하는데 있어 린빌의 모델의 영향력과 대중에게 끼치는 영향을 고려했을 때, 모델의 영속성, 신뢰성, 가치성을 높이기 위한 비판이나 대안이 제시되었다.

### 비판
린빌이 제시한 높은 자기복잡성이 갖는 완충 효과(buffering effect)는 하나의 정설로서 뒷받침 되기에는 논쟁의 여지가 있다는 연구가 있다. 다른 비판들은 자기복잡성을 자아상들의 개수와 구별의 조합으로서 정의할 수 있다는 린빌의 선택에 초점을 맞춰왔다. 많은 사람들은 자기복잡성 이론에서 행복의 변동은 하나로서가 아니라 두 요소로서 분리되어 생각될 경우에 더 잘 설명된다고 보았다.

### 대안 제시
최근 제시된 대안을 살펴보면, 한 개인의 다양성, 즉 행복을 조정하는 자아상의 숫자와 구별이라고 하는 것이 아니라, 한사람의 자아상들의 진정성(authenticity)이라고 제시한다. 이는 자기결정이론(self-determination theory, SDT)의 잠재적 중요성을 강조하며, 개인의 행복으로서 종합적 특성으로서의 행동, 가치관, 자기표현의 입증(authentication)에 주목하였다. 가능한 자기복잡성 개념은, 이런 요소가 개인의 현재 목적보다는 미래에 관한 피드백에 대한 반응을 어떻게 조정하는지를 고려하는데 다뤄지기도 했다.

## 같이 보기
- 경계선성격장애
- 자기결정이론
- 자아개념
- 자존감